# Преполовение
Преполове́ние (Преполове́ние Пятидеся́тницы, Преполовение Господне, греч. Μεσοπεντηκοστή) — христианский праздник, отмечаемый на 25-й день по Пасхе. Отмечается всеми Православными, а также Восточнокатолическими церквями византийского обряда.
Этимологически рус. пол~, полов~, греч. μεσο~, англ. mid~ и т. п. указывают на время празднования: «полпути», середина между Пасхой и Пятидесятницей (днём Святой Троицы).

## История
Преполовение Святой Пятидесятницы — один из древнейших христианских праздников. Отмечая, что ни в Апостольских правилах (правило № 37), ни в деяниях Антиохийского собора (правило № 20) праздник Преполовения ещё не упоминается, С. В. Булгаков относит его установление ко временам Иоанна Златоуста (конец IV века). Наиболее раннее на сегодня упоминание о нём в богослужебной литературе зафиксировано в грузинском переводе иерусалимского Лекционария VII—VIII веков..
Гимнографические произведения, посвящённые Преполовению, датируются начиная с V века (Анатолий Константинопольский). Впоследствии песнопения к этому празднику пишут Андрей Критский (VII век), Иоанн Дамаскин (VIII век) и Феофан Исповедник (IX век) — их произведения используются в богослужении и в настоящее время. Православная энциклопедия упоминает в списке гимнографов Преполовения Иоанна Дамаскина и Козьму Маюмского (Иерусалимского).
Вплоть до занятия Константинополя турками в 1453 году праздник Преполовения Пятидесятницы был одним из праздников Собора святой Софии — бывшего патриаршего православного собора Константинополя, некогда самого большого христианского храма в мире.

## Литургика
Преполовение Пятидесятницы празднуется 8 дней, начиная от 4-й среды по Пасхе и заканчивая средой 5-й седмицы. Богослужение пятого пасхального воскресенья — неделя о самаритянке — совмещается со службой попразднества Преполовения Пятидесятницы. Предпразднства этот праздник не имеет.
Располагаясь в литургическом календаре между праздниками Пасхи и Сошествия Святого Духа, праздник Преполовения Пятидесятницы служит некоей связью между этими двумя великими христианскими торжествами. Продолжая чествовать Пасху, в Преполовение Пятидесятницы Церковь напоминает и о приближении праздника Вознесения Господня и Сошествия Святого Духа:

Просветившеся братие воскресением Спаса Христа, и достигше преполовения праздника Владычня, преискренно сохраним заповеди Божия, да достойни будем и Вознесение праздновати, и пришествие Святого Духа…

Божественных праздников преполовения достигше, совершенною Божественною добродетелию обучитися потщимся, Богомудрии.
В ознаменование «благодати Святого Духа, которую Спаситель уподобил воде, подающей жизнь жаждущим спасения», Православная церковь установила в этот день традицию крестного хода на водные источники, для малого освящения воды. Молясь в день Преполовения Пятидесятницы «о напоении всех жаждущих спасения водами благочестия», церковь совершает водосвятие — освящение воды на реках, озёрах, в колодцах. В дореволюционной России жители деревень шли на поля, засеянные хлебом, где священник окроплял нивы освящённой водой, а крестьяне молились о ниспослании обильного урожая.

## Богослужебные особенности
Накануне Преполовения Пятидесятницы великая вечерня совершается отдельно от утрени. Хотя на ней и стихословится рядовая кафизма (а не «Блажен муж», как обычно на великой вечерне), но положены:
- вечерний вход с кадилом
- три паремии, подчёркивающие главную литургическую тему праздника — призвание всех людей к воскресшему Христу:

1. Мих. 4:2-3, 5 (обращение всех народов к Богу: «И будет Он судить многие народы, и обличит многие племена в отдаленных странах; и перекуют они мечи свои на орала и копья свои — на серпы; не поднимет народ на народ меча, и не будут более учиться воевать»), Мих. 5:2-5, 8 (пророчество о рождении Христа в Вифлееме: «И ты, Вифлеем-Ефрафа, мал ли ты между тысячами Иудиными? из тебя произойдет Мне Тот, Который должен быть Владыкою в Израиле и Которого происхождение из начала, от дней вечных», неточно цитируемое в Мф. 26) — одна из 8 паремий навечерия Рождества Христова.
2. Ис. 55:1-3,6-13 (призыв идти к живым водам: «Жаждущие! идите все к водам; даже и вы, у которых нет серебра, идите, покупайте и ешьте; идите, покупайте без серебра и без платы вино и молоко») — одна из 13 паремий навечерия Богоявления.
3. Прит. 9:1-11 (призыв обратиться к Премудрости «И скудоумному она сказала: „идите, ешьте хлеб мой и пейте вино, мною растворенное; оставьте неразумие, и живите, и ходите путём разума“») — одна из 3 паремий Богородичных праздников.

и так далее, как на великой вечерне. Однако стихиры Пасхи не поются.

Празднику законному преполовляющуся, всех Творче и Владыко, к предстоящим глаголал еси Христе Боже: приидите и почерпите воду безсмертия; тем же Тебе припадаем, и верно вопием: щедроты Твоя даруй нам, Ты бо еси источник жизни нашея.— Преполовение. Кондак, глас 4.
Хотя совершается великая вечерня, на утрене нет полиелея, но только великое славословие. На Преполовение Пятидесятницы поются два праздничных канона — Феофана Исповедника (с воскресными ирмосами 4 гласа) и Андрея Критского. Перед девятой песней канона «Честнейшая» не поётся. Катавасия составлена из ирмосов второго канона.
На литургии совершается рядовое чтение из Деяний Апостольских (Деян. 14:6-18), а евангельское чтение посвящено теме праздника — проповеди Христа в Храме в преполовение праздника кущей (Ин. 7:14-30). В сам день Преполовения задостойником является ирмос девятой песни второго праздничного канона: «Чужде матерем девство», в последующие дни (вплоть до отдания) — ирмос девятой песни пасхального канона «Светися».

## Иконография
В иконографии подчёркивается тема Преполовения как праздника Христа-Учителя. Иконописцы отражают содержание праздничного Евангельского чтения Ин. 7:14-30, которое в седальне на утрени пересказывается следующим образом:

Владыка всех во храме стоя, празднику преполовившуся Пятдесятницы честныя, евреем беседуя, обличаше яве в дерзновении мнозе, яко Царь сый и Бог, мучительство тех дерзостное: нам же всем дарует за благоутробие, велию милость.— глас 5.
При этом изображение может также трактоваться как более ранний эпизод из детства Иисуса: 

Через три дня нашли Его в храме, сидящего посреди учителей, слушающего их и спрашивающего их; все слушавшие Его дивились разуму и ответам Его.
— Лк. 2:46-47
 В таких изводах появляется изображение Богородицы и Иосифа.
Иисус изображается отроком или юношей, сидящим посреди внимающих Ему старцев. Ерминия Дионисия Фурноаграфиота указывает «В храме Христос сидит на возвышенном седалище и в одной руке держит неразвернутый свиток, а другую протянул. По обе стороны его сидят книжники и фарисеи и, смотря друг на друга, недоумевают. За седалищем стоят Иосиф и Богородица. Она указывает ему на Христа». При этом фигура Христа традиционно увеличена по сравнению с ними, подчёркивая его духовное превосходство.

## Храмы
В Пскове есть построенная в XV-XVI веках церковь Преполовения Пятидесятницы на Спасском подворье, переданном в настоящее время Спасо-Елеазаровскому монастырю.

## У славян

### Названия дня
рус. Препалавиньё, Плавенья, Праплавенье, ю.-рус. Правая среда; бел. Прапалавенне, Перапалаўная серада, Градавая, Грамавая, Палавенская серада, Серадапоніца; укр. Рахманський великдень, Переполовення, Права середа; болг. Русалския ден, Русальная среда.

### Традиции
Этнографы неоднократно отмечали, что праздник Преполовения принадлежит к числу тех, «истинное значение которых почти совершенно непонятно для народа». Крестьяне по-своему интерпретировали символизм и церковные положения, приурочили к празднику те действия, которые, как считалось, должны были способствовать росту трав и хлебов, здоровью людей и скота.
В этот день освящали реки и озёра. «Эту воду пили, когда плохо, кто заболеет. Скотина с глаз съедеть, тогда идут за женщиной. Она ситу переворачивает и святой водой поливаеть, и он (скотина) весь встрепыхнётся и уставае (встаёт)». Считалось что сакральная сила воды повышалась, если при её набирании и перенесении в дом соблюдались особые условия и запреты. Первейшим из таких требований было хождение по воду ранним утром до восхода солнца. Высоко ценилась вода, которую удавалось набрать раньше всех, её называли непочатой (укр. непочата, рус. непитая). При набирании запрещалось отливать воду из ведра или зачерпывать вторично, следовало соблюдать полное молчание при перенесении её в дом (рус. немая вода). Дома такой водой умывались, поили больных, кропили скот, ульи, хозяйственные постройки, использовали для гаданий; сосуд с водой закапывали в поле, в винограднике, клали в основание строящегося дома и т. п.
При водосвятии в этот день обливали друг друга водой. На Подолье считали, что если в этот день облить водой ведьму, то она не сможет задерживать дожди и лето будет урожайным. Обычно на Преполовение во время засухи служили молебен.
Ходили в лес за травой. Делали в лесу яичницу (см. Кумление).
В селе Ростошь Воронежской области на «Праплавенье» «молили курку». Женщины собирались и наряжались в кокошники. Еду готовила одна женщина. Мужчины сохой делали круг в земле, а в нём крест. В нём девушки «опахивались», танцевали, пели. Это делали на «планте» (площади, широкой улице). Ходили по планту с гармоникой.
В Сибири об этом дне говорили: «Богоматерь приплыла на камню» или «Богородица приплыла на святой льдинке».
В Белоруссии народ давал своё объяснение дню: «В этот день Иисус Христос купался и переплыл через море. С этого дня разрешается купаться до Ильи (20 июля)». На Преполовение советовали сажать лук, чтобы он не был слишком горьким. Говорили, что дикие птицы стерегут в этот день свои гнёзда, и поэтому их легко можно поймать. Существовало поверье, что если просушить одежду в «Перапалаўную сераду», которая также называлась сухою, исчезнет моль.
В Болгарии существует поверье, что в среду Преполовения (25 день после Пасхи), которая называется в народе «Русальная среда», русалки «собираются в дорогу», поэтому и женщины не пряли, не ткали, не шили и тому подобные занятия не практиковали ради здоровья. Согласно поверью, русалки приходят на «Спасовдень» (Вознесение). В болгарском селе Валя-Пержей (Молдавия) верили, что в этот день — здесь его называют ещё «Черната сряда» — приходят «русали» (или «русалки»); в церкви освящали полынь; женщины собираются их «встречать» за трапезой с постными блюдами и вином, в которое кладут полынь.

### Поговорки и приметы
- Если на преполовение мелководье, то разлива не будет (пермск.)[19].
- В преполовение Богородица Волгу переплыла (Поволжье)[19].
- Преполовение, правая среда — рохманьский великдень (укр.)[9].